# Tuinmineervlieg
De tuinmineervlieg (Chromatomyia horticola) is een vliegensoort uit de familie van de mineervliegen (Agromyzidae). De wetenschappelijke naam van de soort is gepubliceerd in 1851 door Goureau.